# Albert Hublet
Albert Hublet, né le 22 février 1896 à Marchienne-au-Pont (Belgique) et décédé le 14 mai 1973  à Liège (Belgique), est un prêtre jésuite belge, auteur d’une trentaine de romans pour la jeunesse : ils eurent un grand succès à partir de 1930 et jusque dans les années 1960. Les derniers sont signés Albert-M Hublet, Marie étant son deuxième prénom. Les principaux titres sont toujours réédités au XXIe siècle.

## Biographie
Albert Hublet entre au noviciat des Jésuites le 23 septembre 1913. L'année suivante, ses études sont interrompues par la Première Guerre mondiale. Mobilisé il est brancardier jusqu'à la fin de la guerre, en 1918.
La guerre terminée sa formation jésuite reprend et aboutit à son ordination sacerdotale le 24 août 1926. Il est ensuite professeur dans différents collèges jésuites en Belgique, enseignant dans les premières classes de latin.
Il écrit en 1925 un premier roman pour jeunes, La bande des quatre, qui rencontre immédiatement le succès. Lui succèdent ensuite 32 autres ouvrages. Les héros en sont généralement de jeunes adolescents, de solide famille chrétienne, certains d'entre eux étudiant dans des collèges jésuites.

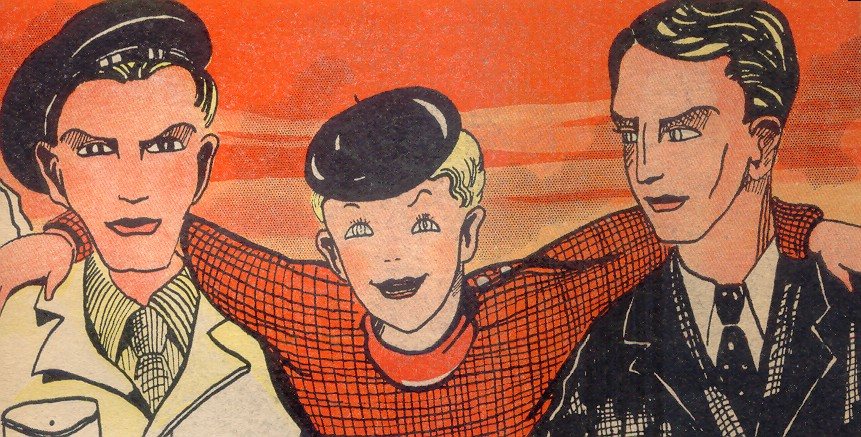
Alain Belle-Humeur, le héros favori de Hublet.

Trois de ces romans évoquent la vocation sacerdotale chez les jeunes (Parole de scout ; Les deux amis ; Alain Belle Humeur). Plusieurs d'entre eux sont considérés comme des « romans scouts » ; Parole de scout est même jugé comme comportant de longues scènes descriptives de cérémonies scoutes manifestement destinées à présenter le scoutisme. Après la Seconde Guerre mondiale la plupart de ces romans sont rassemblés et republiés dans une collection spécialement créée par Desclée de Brouwer pour les moins de quinze ans, et appelée Collection Alain Belle-Humeur.
Beaucoup de ses romans sont traduits en langues étrangères dont l’espagnol et l’italien. Ils sont fort liés à une époque et un milieu particuliers, mais ils conservent un lectorat et certains d'entre eux sont encore publiés au XXIe siècle.
Albert Hublet est cité parmi les jésuites romanciers ayant eu du renom, et considéré comme « le spécialiste des romans pour la jeunesse ».

## Principales œuvres
La plupart des œuvres d'Albert Hublet, furent publiées dans la collection « Alain Belle-Humeur » (Desclée de Brouwer), inaugurée en 1934, devenue rapidement collection « Belle-Humeur » qui disparaît en 1964. D'autres titres sont encore évoqués en colloque, et certains sont réédités au XXIe siècle.
- La vision dans les flammes, Éditions de la Jeunesse catholique, s.d.
- La bande des quatre, Éditions de la Revue des auteurs et de livres, 1925; 2e édition (18e mille): Éditions Desclée de Brouwer, illustrations Pierre Ickx, 1936 ; 5e édition: Éditions Clovis, coll. «Le Lys d'Or», Étampes, 2009[4]; 6e édition: Éditions Clovis, coll. «Le Lys d'Or», Suresnes, 2011[5].
- Le dossier 1248, Éditions Beyaert, 1926; 3e édition (13e mille): Éditions Desclée de Brouwer, illustration Pierre Ickx, Paris, 1936;
- Leurs frimousses, Éditions de la Jeunesse catholique, 1927?; 4e édition (16e mille): Éditions Desclée de Brouwer, illustration Éric de Nemès, 1933.
- Leurs âmes, contes, Éditions de la Jeunesse catholique, 1927?; 2e édition: Éditions Desclée de Brouwer,  illustration Pierre Ickx, 1936; 3e éditions (16e mille), coll. « Belle Humeur », 1948.
- Frais minois, Éditions de la Jeunesse catholique, 1928; 2e édition augmentée: Librairie de l'Œuvre Saint-Charles, Bruges, 1932; 3e édition (3e mille): Éditions Desclée de Brouwer, illustrations Denise Rémion, 1933; 4e édition (11e mille): Éditions Desclée de Brouwer, 1936;
- Alain Belle Humeur, Librairie de l'Œuvre Saint-Charles, Bruges, 1928; 2e édition: Éditions Desclée de Brouwer et Cie, Bruges, 1929; 4e édition (14e mille): Éditions Desclée de Brouwer, 1933; 6e édition (24e mille): Éditions Desclée de Brouwer, illustration Éric de Nemès, Paris, 1937; 14e édition (72e mille): Éditions Desclée de Brouwer, coll. « Belle Humeur », no 1, illustrations Étienne Morel, Paris, 1960.
- Le trésor bien gardé, Éditions Desclée de Brouwer et Cie, Bruges, 1929 ; 3e édition (13e mille): Éditions Desclée de Brouwer, ilustration Éric de Nemès, Paris, 1935; 9e édition (56e mille):Éditions Desclée de Brouwer, illustrations Étienne Morel, Paris, 1960; 10e édition sous le titre L'enfant russe, Éditions Clovis, coll. «Le Lys d'Or», illustration Danièle Tardy, Suresnes, 2010[6].
- Essences de lumière, Éditions Desclée de Brouwer, 1931; 2e éditions (10e mille): Éditions Desclée de Brouwer, illustration Éric de Nemès, Paris, 1933; 6e éditions sous le titre Tu seras prêtre pour nous deux, Éditions Pierre Téqui, illustration Daniel Lordey, Paris, 2006  (ISBN 2-7403-1254-7)[7] ; réédité sous le titre Éclaireur de Dieu, Éditions Pierre Téqui, 2016  (ISBN 978-2-7403-1963-5).
- Parole de scout, Éditions Desclée de Brouwer, illustrations Pierre Ickx, 1933; 2e éditions (8e mille): Éditions Desclée de Brouwer, 1936; réédition: Éditions Saint Rombaut, 2012
- Les deux amis, Éditions Desclée de Brouwer, illustrations Pierre Ickx, 1934; 2e éditions (7e mille): Éditions Desclée de Brouwer, 1936
- Têtes folles et cœurs d’or, Éditions Desclée de Brouwer, illustrations Albertine Deletaille,1934; 2e éditions (8e mille): Éditions Desclée de Brouwer, 1936
- Les belles aventures d'Ulysse, Éditions Durandal, 1937.
- Récits de l'Iliade, Éditions Durandal, 1938.
- Mission périlleuse, Éditions Desclée de Brouwer, 1938.
- Une nuit dans la tour, Éditions Desclée de Brouwer, 1939.
- Le Ménestrel, Éditions Desclée de Brouwer, 1941.
- La flamme qui dévore Éditions Dupuis, 1945?.
- Le maquis de Bonne Fontaine, Éditions Soledi, 1946.
- Zou, Éditions Desclée de Brouwer, 1946.
- Marée grise, Éditions Desclée de Brouwer, illustrations Marie Jaminet, 1947.
- Les "Masque rouge", Éditions Desclée de Brouwer, illustrations Marie Jaminet, 1948.
- Mammy, Éditions Desclée de Brouwer, illustrations Marie Jaminet, 1949; réédition: Éditions Saint Rombaut, 2012
- Le commando de l'ange, Éditions Desclée de Brouwer, illustrations Marie Jaminet, 1952.
- La chapelle aux loups, recueil de huit contes et légendes, Éditions de l'Œuvre Saint-Augustin, illustrations Ruth Guinard-Hofer, 1953.
- Service du roy, Éditions de l'Œuvre Saint-Augustin, illustrations Marie Jaminet, 1954.
- L'avion perdu, Éditions Desclée de Brouwer, 1954.
- Les lampes de la mine, Éditions Durandal, 1957.
- Le chevalier blanc, Éditions Saint-Augustin, 1959.
- Au temps des Immortels, Éditions Durandal, 1959.
- Un visage pour deux, Éditions Desclée de Brouwer, 1960.
- La villa des narcisses, sous le nom d'Albert-M Hublet, Éditions Saint-Augustin, coll. « Yves et Colette », no 15, Saint-Maurice (Valais), 1962.
- Alerte à Rome, sous le nom d'Albert-M Hublet, Éditions Saint-Augustin, coll. « Yves et Colette », no 20, Saint-Maurice (Valais), 1965;  réédition: Éditions Saint Rombaut, 2013.

## Pour approfondir